# Дверь (Игра престолов)
«Дверь» (англ. The Door) — пятый эпизод шестого сезона фэнтезийного сериала канала HBO «Игра престолов» и 55-й во всём сериале. Сценарий к эпизоду написали создатели сериала Дэвид Бениофф и Д. Б. Уайсс, а режиссёром стал Джек Бендер. Премьера состоялась 22 мая 2016 года. До выхода в эфир этот эпизод был преждевременно выложен онлайн-каналом HBO Nordic.
«Дверь» получила единодушную похвалу от критиков, которые назвали эпизод эмоциональным, с эффектными сценами действий с участием Белых Ходоков и Ходором, при этом дающим «важные ответы касаемо мифологии сериала». Адаптацию Вече Королей, а также прощание Дейенерис с Джорахом посчитали ключевыми моментами эпизодами. В США эпизод посмотрели 7,89 миллионов зрителей во время оригинального показа. На 68-й церемонии премии «Эмми» Джек Бендер был номинирован за лучшую режиссуру драматического сериала.
В этом эпизоде в последний раз появились Макс фон Сюдов и Кристиан Нэрн.

## Сюжет

### На Стене
Санса (Софи Тёрнер) и Бриенна (Гвендолин Кристи) сталкиваются с Мизинцем (Эйдан Гиллен) в Кротовом Городке и расспрашивают, как он мог принять решение выдать Сансу замуж за Рамси Болтона (Иван Реон). Он объясняет, что был в неведении о жестокости Рамси, и умоляет Сансу простить его, предлагая ей поддержку Долины, чтобы попытаться отбить Винтерфелл. Санса отказывается от его помощи и приказывает ему вернуться в Долину. Перед уходом он раскрывает, что её двоюродный дед, Бринден «Чёрная рыба» Талли, собрал остатки сил Талли и отвоевал Риверран.
Джон (Кит Харингтон), Давос (Лиам Каннингем) и Санса прикидывают свои шансы отвоевать Винтерфелл у объединённых сил Болтонов, Амберов и Карстарков. Джон отмечает, что другие Северные дома, такие как Дом Мандерли из Белой Гавани и Дом Мормонтов с Медвежьего Острова, ещё не присягнули Болтонам, и Санса предполагает, что Талли также будут сражаться за Старков, хотя и обманывает Джона, что знает об этом от ворона, посланного в Винтерфелл, пока она была пленницей у Болтонов. Когда они готовятся покинуть Чёрный Замок, Санса приказывает Бриенне отправиться в Речные Земли и привлечь Бриндена. Джон, Давос, Санса, Бриенна, Мелисандра (Кэрис ван Хаутен), Тормунд (Кристофер Хивью) и Подрик Пейн (Дэниел Портман) покидают Чёрный Замок.

### В Вэйс Дотраке
Джорах (Иэн Глен) рассказывает Дейенерис (Эмилия Кларк) о своём недуге серой хвори. Он признаётся ей в любви и собирается удалиться, Дейенерис эмоционально приказывает ему любой ценой найти лекарство и вернуться к ней, чтобы он смог быть рядом с ней, когда она завоюет Вестерос. Дейенерис, Даарио (Михиль Хаусман) и дотракийцы покидают Вэйс Дотрак.

### На Железных Островах
На Вече Королей Яра (Джемма Уилан) предъявляет притязания на Солёный Трон. Её заявление вызывает сомнения, поскольку на Железных Островах никогда не было королевы, но Теон (Альфи Аллен) переубеждает сомневающихся, поддерживая притязания сестры. Когда толпа начинает склоняться в пользу Яры, прибывает Эурон Грейджой (Пилу Асбек) и тоже предъявляет притязания на трон. Когда Яра обвиняет его в том, что он убил Бейлона, Эурон с лёгкостью признаётся в убийстве, говоря при этом, что прежний король привёл их к краху. Эурон обещает завоевать Вестерос, женившись на Дейенерис Таргариен и предложив ей Железный Флот, и его выбирают королём. После коронации путем утопления и реанимации Эурон решает убить Теона и Яру, но обнаруживает, что они со своими верными людьми захватили лучшие корабли Железного Флота и уплыли. Неустрашимый Эурон приказывает всему народу Железных Островов начать строительство нового флота в тысячу кораблей.

### В Браавосе
Арья (Мэйси Уильямс) продолжает биться в спарринге с Бродяжкой (Фэй Марсей). Якен Хгар (Том Влашиха) рассказывает Арье историю Безликих, взявших начало в Валирии и мигрировавших в Браавос, чтобы избежать Рока Валирии. Затем он предлагает ей другое задание, предупреждая, что третьего шанса не будет и её убьют в случае провала. Арья наблюдает за своей жертвой, актрисой по имени Леди Крейн (Леди Журавль) (Эсси Дэвис), которая играет Серсею Ланнистер в спектакле, повествующем о смерти Роберта Баратеона и казни Эддарда Старка. Арье заметно некомфортно из-за того, что Неда изображают в пьесе как неумного и жаждущего власти предателя, и у неё начинают появляться сомнения после того, как за кулисами Леди Крейн и артист, игравший Тириона, произносят тост за совместных будущих детей. Вернувшись в Чёрно-Белый Дом, Арья расспрашивает о природе своего задания, предполагая, что соперничающая актриса, играющая Сансу Старк, заказала смерть примы из зависти, но Якен отчитывает её, напоминая, что слуги не задают вопросов.

### В Миэрине
Тирион (Питер Динклэйдж) и Варис (Конлет Хилл) обращают внимание на то, что спокойный, но хрупкий мир пал на Миэрин с момента заключения пакта с господами. Чтобы сохранить мир и общественную поддержку для Дейенерис, Тирион вызывает красную жрицу Кинвару (Аня Букштейн), которая говорит, что считает Дейенерис (Эмилия Кларк) избранницей Владыки Света и что жрецы распространят её мнение. Варис, скептически относящийся к сверхъестественному, отмечает, что Мелисандра (Кэрис Ван Хаутен) также верила, что Станнис (Стивен Диллэйн) был избранником до его поражения в Винтерфелле, Кинвару слова Вариса нисколько не смущают, она не на шутку пугает Вариса рассказом о том, как его в детстве кастрировал второсортный колдун, какие слова Варис тогда услышал в пламени и кто их произносил. Красная жрица обещает поддержку, поскольку уверена в том, что Дейенерис является истинной королевой.

### За Стеной
Бран (Айзек Хэмпстед-Райт) и Трёхглазый Ворон (Макс фон Сюдов) наблюдают в видении за тем, как Дети Леса создали Короля Ночи, пронзив захваченного солдата кинжалом из драконьего стекла. Вернувшись в пещеру, Бран спорит с Листочком (Кэй Александр) о цели создания Белых Ходоков. Та объясняет, что у Детей Леса не было выбора, так как они защищались в войне с Первыми людьми.
Бран решает наблюдать видения без Трёхглазого Ворона и вместо того, чтобы переместиться в прошлое, остаётся в настоящем времени, где видит огромную армию упырей, возглавляемую Королём Ночи (Владимир Фурдик), который прикасается к Брану, находящемуся в видении. Очнувшись в пещере, Бран обнаруживает ледяной шрам на запястье, где до него дотронулся Король Ночи, и Трёхглазый Ворон предупреждает, что он должен уйти, поскольку Король Ночи пометил его и теперь сможет войти в пещеру.
Бран и Трёхглазый Ворон входят в видение, чтобы передать знания Трёхглазого Ворона Брану. Мира Рид (Элли Кендрик) готовится уйти из пещеры и увести с собой Ходора, но замечает, что воздух стал холодным, и выходит наружу, проверить, в чём дело. Она обнаруживает армию упырей, направляемую Белыми Ходоками. Мира бежит внутрь, чтобы спасти Брана, и убивает Белого Ходока копьём с наконечником из драконьего стекла, в то время как Дети Леса пытаются сдержать упырей, ворвавшихся в пещеру. Бран, находясь в видении, становится свидетелем того, как его отец Эддард (Себастьян Крофт) уезжает в Долину Арренов, а юный Ходор (Сэм Коулман) наблюдает за этим. До Брана доносятся крики Миры, и Трёхглазый Ворон советует ему слушать её. Бран делит своё сознание, оставаясь и в видении, и в состоянии варга, чтобы управлять Ходором (Кристиан Нэрн) в настоящем времени, в то время как его лютоволк Лето убит, защищая его от упырей. Король Ночи входит в пещеру и убивает Трёхглазого Ворона, который развеивается по ветру в видении. Когда Бран, Мира и Ходор убегают, Листочек жертвует собой, сдерживая упырей. Группа достигает запасной двери, которую Ходору с трудом удаётся открыть. Выйдя, Мира неоднократно приказывает Ходору «затворить ход» упырям, дав возможность убежать ей с Браном. Пока Мира спасается, таща Брана, Ходор наваливается на дверь снаружи, подвергаясь ударам атакующих из-за двери упырей. В видении Бран варгом входит в молодого Ходора (тогда именуемого Уилисом), вызвав у него припадок. Поскольку сознание Брана находится внутри его головы, Уилис, слыша эхо приказов Миры, бормочет «держать дверь» (англ. hold the door) снова и снова, пока не начинает говорить только «ходор».

## Производство

### Сценарий
Сценарий к «Двери» написали создатели сериала Дэвид Бениофф и Д. Б. Уайсс. Некоторые элементы в эпизоде были основаны на предстоящем шестом романе из цикла «Песнь Льда и Огня», «Ветра зимы», автор которого, Джордж Р. Р. Мартин, надеялся завершить его до выхода шестого сезона в эфир.
После выхода эпизода в эфир, в приложении «Inside the Episode», выпущенным HBO для «Двери», Дэвид Бениофф и Д. Б. Уайсс раскрыли, что заключительная сцена, включающая происхождение имени Ходора и его последующую смерть, была идеей, которую им напрямую предоставил Джордж Р. Р. Мартин. Бениофф заявил: «У нас состоялась эта встреча с Джорджем Мартином, где мы пытались получить как можно больше информации у него, и возможно самым шокирующим откровением, которое он для нас приготовил, было то, когда он сказал нам о происхождении Ходора и откуда пришло это имя. Я лишь помню, как Дэн и я смотрели друг на друга, когда он сказал это, и были как 'О, чёрт.'» Уайсс продолжил: «Это был один из самых печальных и самых волнующих моментов. Даже сидя в гостиничном номере с тем, кто говорит тебе, что это произойдёт в какой-то абстракции, и что hold the door является происхождением имени Ходор, мы просто думали, что это была действительно душераздирающая идея».
В отношении происхождения Белых Ходоков, Дэвид Бениофф заявил: «На самом деле не существует невиновных в этом мире, и было что-то очень красивое в идее, что великий враг человечества был создан, чтобы защитить Детей Леса от человечества». Д. Б. Уайсс отметил: «Король Ночи, который, в своём роде, является воплощением абсолютного зла, то, что вы смотрите, является созданием этого абсолютного зла, так что абсолютное зло вовсе не является абсолютным». Бениофф также ссылался на многочисленные отсылки и предзнаменования на протяжении всего сериала, которые предшествовали раскрытию того, что Дети создали Белых Ходоков, сказав: «Есть определённые символы и узоры, которые повторяются на протяжении всего шоу. Впервые мы увидели это в самой первой сцене пилота, когда разведчик Уилл видит части тел Одичалых, которые Белые Ходоки расположили в странном узоре. Мы снова видим это к северу от Стены, когда мёртвые лошади расположены в виде спирали, а затем вы снова видите это здесь и видите, откуда появились эти узоры, они являются древними символами, которые Дети Леса использовали в своих ритуалах, и что Дети Леса создали Белых Ходоков».
Элли Кендрик, которая изображает Миру Рид, говорила с «The Hollywood Reporter» о сценарии эпизода после его выхода в эфир, и раскрыла, что она была удивлена сценой, сказав: «Когда я читала эпизод, я совсем забыла, что я была персонажем в шоу. Я читала его с таким волнением, потому что разворачивалась настоящая история, где было столько тайн и квантовых скачков и путешествий во времени в стиле „Начало“ между прошлым и настоящим. Я нашла его очень интересным. Так что, когда я впервые прочитала его, я просто читала его с наслаждением, правда, потому что это было так хорошо написано и интересно. Как только я подобрала свою челюсть с пола, мне было очень интересно начать работать с этим, потому что это такая эпическая сцена».

### Подбор актёров

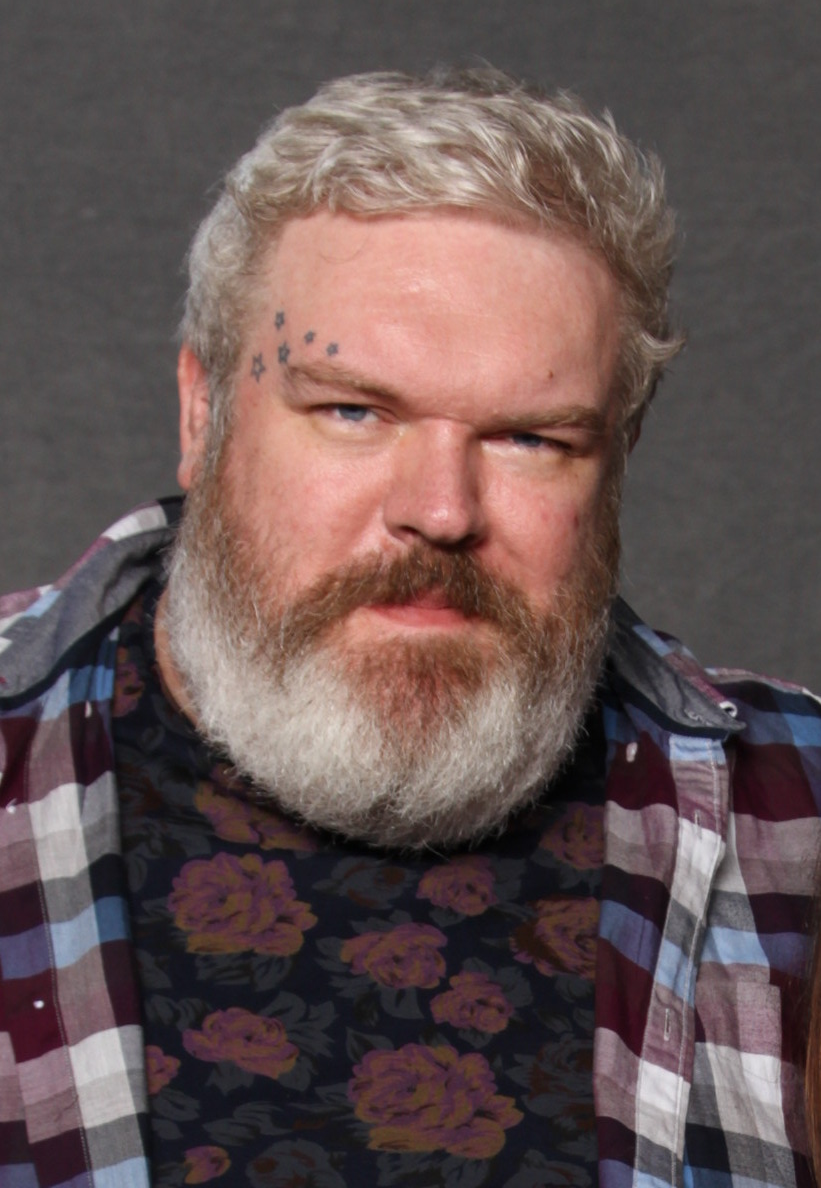
Кристиан Нэрн изображал Ходора с самого начала сериала.

Этот эпизод подчёркивает последнее появление повторяющегося персонажа, который был с первого сезона сериала, Ходора. Кристиан Нэрн, которого позвал на роль в Игру престолов знакомый директор кастинга с прослушивания к фильму «Типа крутые легавые», признался в интервью что он сначала не знал о его приближающейся смерти в шоу. Он заявил: «Сначала я услышал от друзей, людей, которые читали сценарий, других членов актёрского состава. Кажется, я смеясь спросил: „Так, выжил ли я?“ Они просто на меня посмотрели и я подумал про себя, „Чтоо?“ Затем я получил звонок от Дэвида и Дэна, роковой звонок, который получает каждый, когда приходит твоя очередь. Затем я прочитал сценарий, который мне понравился. Мне понравилась сцена. Не могу придумать лучшего способа умереть, правда. Он не сдаётся. Он ни за что не отходит от этой двери. Он сделает всё, чтобы они не добрались до Брана». Размышляя об исполнении роли, Нэрн также отметил: «Люди всегда шутят: „О, у тебя самая лёгкая роль, тебе не нужно учить никакие реплики.“ Каждый, кто знает что-нибудь об актёрстве, такой: „У тебя на самом деле одна из труднейших ролей.“ Потому что нужно столько выразить без слов».
В сцене Браавоса несколько актёров позвали, чтобы изобразить актёров, играющих в пьесе «Кровавый десница», которая воссоздала историю начала сериала. Одними из актёров, которых позвали, были Ричард Э. Грант, который сыграл лидера театральной труппы, Изембаро. Кевина Элдона, который исполнил роль Эддарда Старка, также позвали, Эсси Дэвис в роли главной актрисы леди Крейн.
Израильская актриса Аня Букштейн была представлена в роли Верховной жрицы Кинвары, которую привели в Миэрин, чтобы распространять пропаганду о предполагаемом успехе Дейенерис Таргариен в устранении проблемы с Сынами Гарпии. В интервью она сказала: «Да, это очень увлекательно, но давайте успокоимся. Это не то, что я новая кхалиси. Игра престолов пришла после тонны тяжёлой работы. Я сняла много записей с прослушиванием напротив белой стены в доме. Я платила должным в течение многих лет». Букштейн также заявила, что она ранее отправила запись с прослушиванием в сериал, когда был первый кастинг к первому сезону, сказав: «Несколько лет назад, когда они только начали набирать актёров к первому сезону „Игры престолов“, я отправила запись с прослушиванием. Я, правда, не знала, на какую роль, и я, прежде всего, не знала — и весь мир не знал — каким популярным сериалом он должен был стать. Но я помню, что даже тогда, сцены, которые у меня были, восхитили меня, и я полностью погрузилась в него».
Исландская группа «Of Monsters and Men» появились в этом эпизоде в качестве камео в ролях музыкантов на сцене в постановке пьесы.

### Съёмки

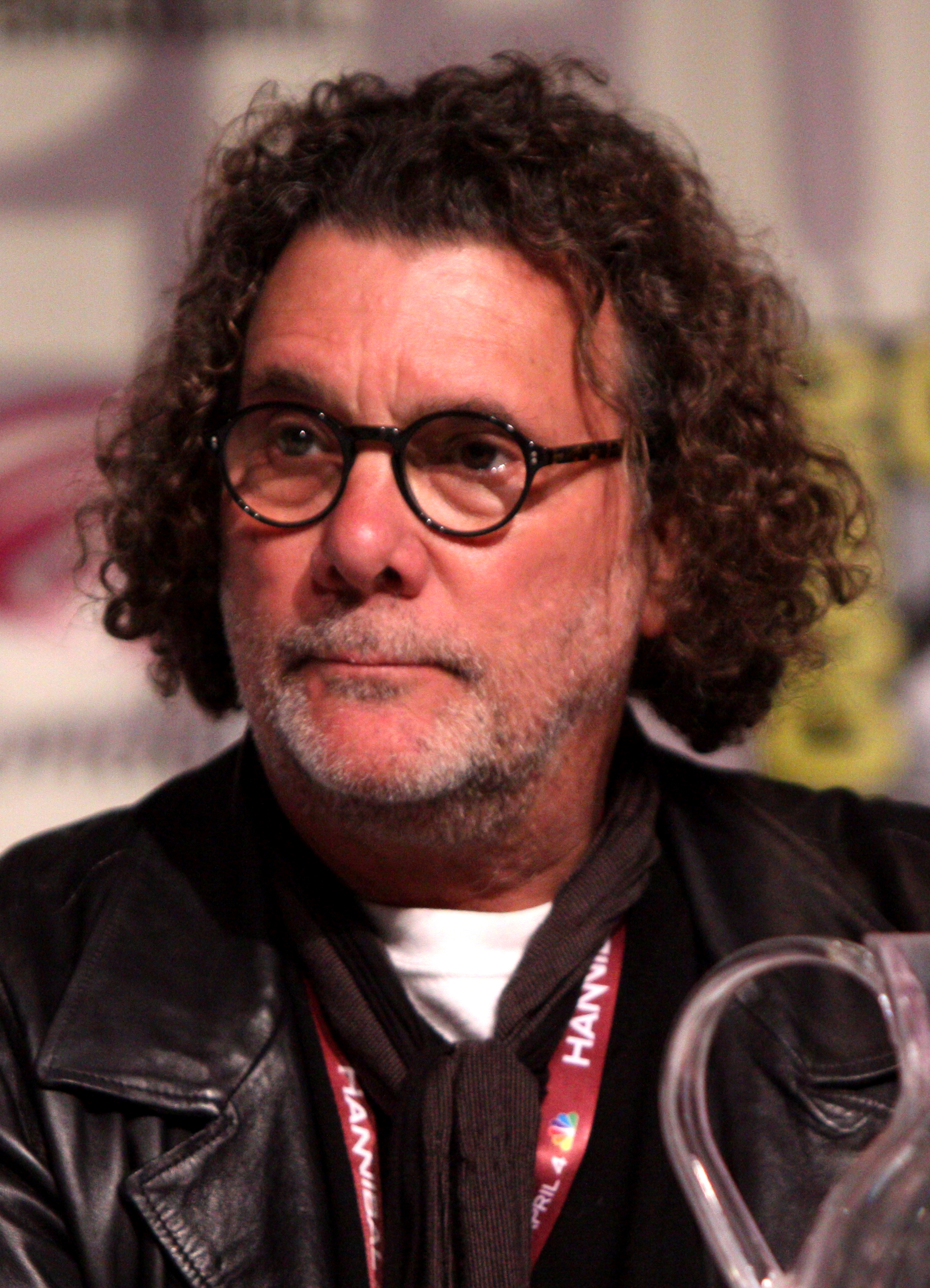
Джек Бендер снял «Дверь», свой первый эпизод в сериале. Ранее он режиссировал эпизоды телесериала «Остаться в живых».

Режиссёром «Двери» стал Джек Бендер. Бендер впервые становится режиссёром для «Игры престолов». До режиссуры сериала, Бендер был одним из основных режиссёров телесериала ABC «Остаться в живых», сняв 38 эпизодов, включая финал сериала. Бендер ранее присматривался к режиссуре сериала, но отказался из-за необходимости долговременного посвящения себя сериалу, вовлекающего съёмки, про которое Бендер отметил в интервью как необходимость посвятить «от четырёх с половиной до шести месяцев из-за масштабности эпизодов».
Вскоре после выхода «Двери» в эфир, HBO выпустило приложение под названием «Анатомия сцены», в которой было более подробно рассказано о финальной сцене в пещере. Бендер дал интервью по поводу сегмента и заявил: «Я знал, что будет много трюков, много визуальных эффектов, как мы собирались это сделать? Моей целью было сделать это реалистичным, сделать это устрашающим, и сделать жертвование Ходора невероятно трогательным». Большая часть натурных съёмок с Белыми Ходоками и их армии произошла в Магераморне, небольшой деревушке в графстве Антрим, Северной Ирландии, где также неподалёку снимают Чёрный Замок. С участием Дэвида Бениоффа и Д. Б. Уайсса, Бендер, а также супервайзер визуальных эффектов Джо Бауэр, также преобразовали сцену с упырями, чтобы они ползали по потолку и стенам, что, как надеялся Бендер, сделало бы сцену ещё более «жуткой».
В заключении к сегменту, Бендер заявил: «Большая кульминационная сцена в пещере была чрезвычайно сложной, и хотя это очень страшно,  эта действительно страшные вещи, происходящие с нашими персонажами, в конце дня я думаю, что эмоции от того, что мы испытываем, будут, надеемся, шоком, с которым люди останутся», ссылаясь на подразумеваемую смерть Ходора от рук упырей. В  интервью «The New York Times» Кристиан Нэрн (Ходор) описал съёмку сцены: «Это был очень тяжёлый день — тебе в лицо дуют ветра со скоростью 100 миль в час с фальшивым снегом. Я действительно держал дверь — там где-то восемь человек толкали с другой стороны и я действительно сдерживал их. Это, безусловно, методическое актёрство. Это был очень насыщенный день, но одной из хороших вещей было то, что они позволили Айзеку укутывать меня. Он подходил ко мне и говорил: „Мистер Нэрн, вот шаль.“ Это было очень эмоционально. У нас всегда была небольшая группа, и мне казалось, что наша маленькая группа раскалывалась». Элли Кендрик (Мира Рид) говорила с «The Hollywood Reporter» о съёмках её части последовательности, сказав: «Многое, что происходит в этой сцене, в голове Миры, сводится к адреналину. Она никак не может остановится и логически рассмотреть, что происходит. Если за вами гонится армия нежити, вы будете думать только об одном: 'Бежать!' Это было интересно, иметь задачу создания этого адреналина и страха и печали Ходора, но не обработать это всё. Воссоздать это чувство непосредственности, в душной студии в 4 часа дня в четверг, когда вы снимали ту же самую сцену несколько дней, это было сложно. Но это была захватывающая задача, постоянно вводить энергию, которую персонажи должны чувствовать в тот момент».

Верх: Король Ночи с практическим эффектом и исключительно в гриме.
Низ: С добавлением VFX в пост-продакшне, с изменёнными глазами и ледяным слоем.

Художник по гриму Барри Гоуэр также дал интервью для сегмента «Анатомии сцены» и отметил: «В любом моменте в пещере, у нас так много было персонажей, которых надо будет загримировать. У нас были Король Ночи, три Белых Ходока, шесть Детей Леса, включая героиню, Листочек, и бесчисленное количество упырей». Гоуэр описал процесс, связанный с созданием Детей: «Дети Леса полностью загримированы с головы до ног, они полностью склеены этим гримом по всему телу». Кэй Александр, актриса, которая играла Листочек, заявила, что потребовалось где-то 9-10 часов, чтобы её тело было полностью загримировано и готовым к съёмкам, процесс, который Бендер описал как сложный.
Чтобы создать Короля Ночи, по словам Барри Гоуэра в интервью с MTV, в основном использовался сложным грим, но также имеется немного визуальных эффектов, чтобы создать более ледяной вид и чувство. Говоря о глазах, Гоуэр сказал: «Департамент эффектов изменяет глаза в пост-продакшне. Они дают им светящийся синим оттенок, которого мы не можем достигнуть с контактными линзами». Что касается грима в целом: «Они добавили такого рода ледяной слой поверх него, чтобы создать это — это что-то, что трудно реализовать практически, грим отлит в полупрозрачную резину, которая может дать вам много такого ледяного качества, но визуальные эффекты немного увеличивают его, чтобы дать ему больше объёмности». До шестого сезона, Короля Ночи изображал Ричард Брейк, которому наносили сложный грим на его лицо. В шестом сезоне, его изобразил Владимир Фурдик.
Пилу Асбек, который исполнил роль Эурона Грейджоя, поговорил с «Vulture» в интервью о съёмках Вече Королей, сказав: «Мы потратили два дня на само Вече Королей, а потом два дня на монтаж. Мы снимали это в хронологическом порядке, что помогло нам. Вода была ледяная. Мы снимали утопление много, много раз. Я помню, как я смотрел  на берег после того, как я был там в течение пяти или шести часов, и я увидел два улыбающихся лица, в виде Джеммы Уилан и Альфи Аллена. Они просто улыбались во все 32 зуба, потому что им не было холодно! Им просто нужно было бежать к лодке». Что касается трюков, Асбек продолжил: «Мне немного помогли, но не сильно. Я думаю, что в 95% это был я. Мне нравится делать всё это, когда я могу, потому что тогда я могу чувствовать это с персонажем».
Иэн Глен, который изображал Джораха Мормонта с начала сериала, также говорил с «Vulture» о своём участии в эпизоде, о своём прощании с Дейенерис Таргариен, отметив: «У них в руках взволнованный актёр. Все актёры в шоу, большую часть времени мы просто думаем: 'Пожалуйста, оставьте нас в живых!' Мне очень повезло быть частью шоу, прямо с пилота. Если я впаду в безумие от серой хвори, тогда я подумаю, что я сделал очень хорошо. Это было невероятным удовольствием, быть частью шоу. Но серая хворь определённо заставила этого актёра переживать, я скажу вам об этом честно».

## Реакция

### Рейтинги
«Дверь» посмотрели 7,89 миллионов американских зрителей во время изначального показа, что немного выше по сравнению с рейтингом предыдущей недели у эпизода «Книга Неведомого», который составляет 7,82 миллиона зрителей.

### Реакция критиков
«Дверь» получила широкую похвалу от критиков, многие из которых упоминали эмоциональное раскрытие персонажа Ходора, экшен-сцены с Белыми Ходоками, а также Вече Королей и прощание Дейенерис с Джорахом как достоинства эпизода. Эпизод собрал рейтинг 98 % на сайте Rotten Tomatoes на основе 59 отзывов. Консенсус сайта гласит: «Изысканно созданный эпизод, „Дверь“ завершается мучительным откровением, которое делает потерю любимого персонажа ещё более горькой».
Мэтт Фоулер из IGN написал в своей рецензии к эпизоду: «„Дверь“, снятая основным режиссёром „Остаться в живых“, Джеком Бендером, подарила нам одну из самых эмоциональных смертей в шоу на сегодняшний день. В основном потому, что сама сцена была сопряжена с большим откровением и недавно открывшимся проспектом мистики путешествия во времени. И это пришло в конце очень эффективной последовательности действий в сцене, с участием зомби, Белых Ходов и Короля Ночи». Он дал эпизоду 9 баллов из 10. Джереми Эгнер из «The New York Times» написал в своей рецензии к эпизоду: «Как со многими эпическими сагами, сюжет и действия „Игры престолов“ находятся в движении в основном персонажами, идущими вперёд и, в конечном счёте, становящимися теми людьми, которыми они должны быть. Пока мы сосредотачиваемся на крупных судьбах, либо это Дейенерис Таргариен, триумфально выходящая из пламени на прошлой неделе, или Джон Сноу, восстающий из мёртвых, чтобы вновь сражаться, наименьшим фигурам нужно заполнить свои пробелы».

### Награды
| Год  | Награда                                 | Категория                                         | Номинант(ы) | Результат | Прим.         |
| ---- | --------------------------------------- | ------------------------------------------------- | --- | --------- | ------------- |
| 2016 | 68-я церемония премии «Эмми»            | Лучшая режиссура драматического сериала           | Джек Бендер | Номинация | [ 26 ] [ 27 ] |
| 2016 | 68-я церемония премии «Эмми»            | Лучший приглашённый актёр в драматическом сериале | Макс фон Сюдов за роль Трёхглазого Ворона | Номинация | [ 26 ] [ 27 ] |
| 2016 | 68-я церемония творческой премии «Эмми» | Лучшие причёски в однокамерном сериале            | Кевин Александр, Кэндис Бэнкс, Николя Маунт, Лора Поллок, Гэри Машин, Розалия Кулора                                                            | Номинация | [ 26 ] [ 27 ] |
| 2016 | 68-я церемония творческой премии «Эмми» | Лучший сложный грим в сериале                     | Джейн Уокер, Сара Гоуэр, Эмма Шеффилд, Тристан Верслуис, Барри Гоуэр                                                                            | Победа    | [ 26 ] [ 27 ] |
| 2016 | 68-я церемония творческой премии «Эмми» | Лучший звук в сериале                             | Тим Киммел, Тим Хэндс, Пол Беркович, Пола Фэйрфилд, Брэдли С. Катона, Майкл Уобро, Дэвид Клоц, Бретт Восс, Джеффри Уилхойт, Дилан Туоми-Уилхойт | Номинация | [ 26 ] [ 27 ] |

## Утечка
HBO Nordic случайно выпустило эпизод на 24 часа ранее. Эпизод в конечном счёте был убран, но пиратская копия была выпущена на торрент-сайты.